# فيكتور تورسيوس
فيكتور تورسيوس (بالإسبانية: Víctor Turcios)‏ هو لاعب كرة قدم سلفادوري في مركزي الدفاع وقلب الدفاع، ولد في 13 أبريل 1988 في لا يونيون في السلفادور. شارك مع منتخب السلفادور تحت 17 سنة لكرة القدم ومنتخب السلفادور تحت 20 سنة لكرة القدم ومنتخب السلفادور تحت 23 سنة لكرة القدم ومنتخب السلفادور لكرة القدم. أما مع النوادي، فقد لعب مع نادي روفانييمن بالوسورا ونادي لويس أنخيل فيربو.

## وصلات خارجية
- فيكتور تورسيوس على موقع الاتحاد الدولي (مؤرشف)  (الإنجليزية)
- فيكتور تورسيوس على موقع إي إس بي إن إف سي (الإنجليزية)
- فيكتور تورسيوس على موقع قاعدة بيانات كرة القدم.إي يو (الإنجليزية)
- فيكتور تورسيوس على موقع ناشيونال فوتبول تيمز (الإنجليزية)